# Savi di Terraferma
Die Savii oder Savi di Terraferma („Weisen des Festlandes“) waren hochrangige Beamte der Republik Venedig, die mit der Überwachung der Besitztümer der Republik auf dem italienischen Festland (Domini di Terraferma) beauftragt waren.
Die Savi di Terraferma wurden um 1420 im Zuge der Expansion der Republik in das Veneto und in die Lombardei und der militärischen Konfrontation mit dem Herzogtum Mailand zur Absicherung der Vorherrschaft in Norditalien gegründet. Sie bestanden aus fünf Personen und saßen im Pien Collegio, dem Kabinett der Republik. Wie bei anderen höheren Magistraten Venedigs wurde die Wählbarkeit für dieses Amt eingeschränkt: Die Mitglieder wurden aus dem venezianischen Senat gewählt, amtierten sechs Monate und konnten danach drei Monate lang nicht wiedergewählt werden. Um die Kontinuität zu gewährleisten, wurden die Ernennungen in das Amt des Savio di Terraferma gestaffelt: drei traten ihr Amt am 1. Oktober, zwei am 1. Januar, drei am 1. April und zwei am 1. Juli an. Wie bei allen Savi war das Amt nicht mit einem Gehalt ausgestattet, konnte aber zusammen mit anderen öffentlichen Ämtern ausgeübt werden.